# الدريشة (شبام)

'

تعديل مصدري - تعديل

الدريشة هي إحدى قرى عزلة شبام بمديرية شبام التابعة لمحافظة حضرموت، بلغ تعداد سكانها 404 نسمة حسب تعداد اليمن لعام 2004.